# Kós Károly Műszaki-művelődési Kör
Kós Károly Műszaki-művelődési Kör – 1980-ban alakult a kolozsvári Hűtő- és Élelmiszeripari Berendezések Kutató és Tervező Intézete keretében.
Működését 1984-ben tiltották be.

## 1980–1984
A fiatal műszaki értelmiségiek kezdeményezését, akik közül kiemelkedő szerepe volt Incze Eleknek, a Korunk szerkesztősége segítette szervezett keretek közé. Alakuló közgyűlésén – melyen 118 csatlakozó tag vett részt – Benkő Samu ismertette Kós Károly követésre méltó életét és tevékenységét. Működésének éveiben Imreh István, Kányádi Sándor, Guttman Mihály, Szabó Ferenc, Jenei Dezső, Beke György, Gyurka László, Lakatos István volt a kör vendége. Ünnepi összejöveteleken emlékeztek meg Bethlen Gábor, Bartók Béla, George Enescu, Martin Lajos, Arany János és Nicolae Titulescu születésének évfordulójáról. Működését 1984. július 31-én betiltották.